# Love's Labour's Lost

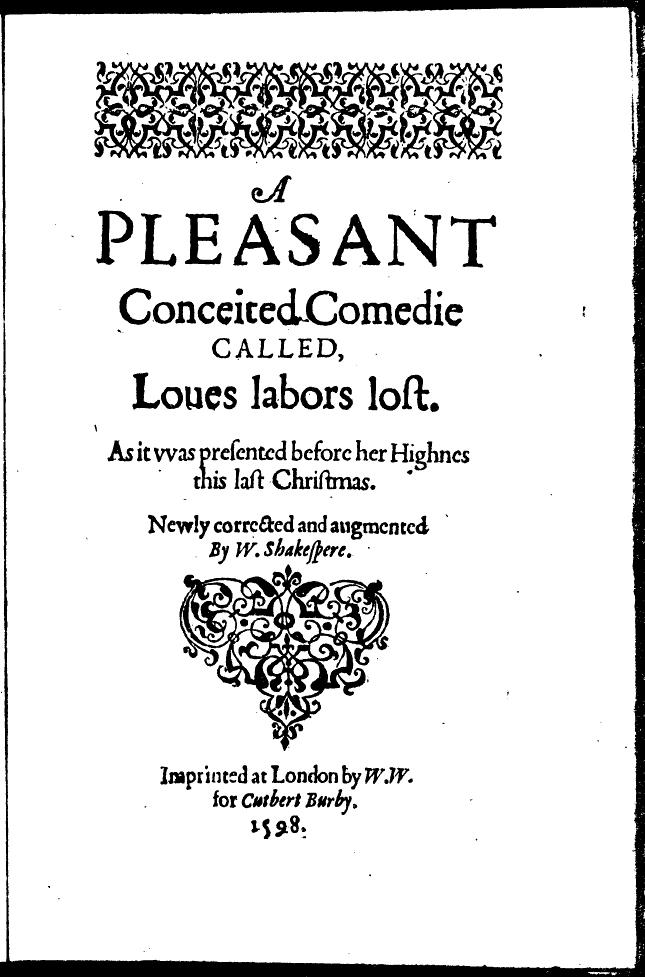
Página de rosto da primeira edição (1598)

Love's Labour's Lost (no Brasil, Trabalhos de Amor Perdidos; em Portugal, Canseiras do Amor em Vão) é uma das primeiras comédias de William Shakespeare. Acredita-se que tenha sido escrita na metade dos anos 1590, e foi publicada pela primeira vez em 1598. Foi adaptada para um filme musical dirigido e estrelado por Kenneth Branagh, em 2000.